# Arnocrinum drummondii
Arnocrinum drummondii är en grästrädsväxtart som beskrevs av Stephan Ladislaus Endlicher och Johann Georg Christian Lehmann. Arnocrinum drummondii ingår i släktet Arnocrinum och familjen grästrädsväxter. Inga underarter finns listade i Catalogue of Life.